# Tour de France 2010/Prolog
Der Prolog der Tour de France 2010 war ein 8,9 km langes Einzelzeitfahren und fand am 3. Juli 2010 in Rotterdam in den Niederlanden statt. Es war der erste Prolog seit 2007. Das Profil war fast völlig flach und hatte zwei sehr kleine Anstiege auf die Erasmusbrücke und die Willemsbrücke.
Der Spanier Xavier Florencio wurde wenige Stunden vor Rennbeginn von seinem Cervélo TestTeam suspendiert. Nach Angaben der Mannschaftsleitung hatte er eine Salbe mit verbotenen Inhaltsstoffen verwendet. Es wurde kein Sportler nachnominiert, sodass das Team um Carlos Sastre mit acht statt neun Fahrern in die Tour de France startete.
Das geschätzte Investitionsvolumen für die Austragung des Tourstarts lag zwischen 10 und 12 Millionen Euro. Die erwarteten Einnahmen lagen bei 35 bis 40 Millionen Euro.

## Rennverlauf
Iban Mayoz fuhr als erster Fahrer um 16:15 Uhr über die Rampe. Der als Elfter gestartete Tony Martin vom Team HTC-Columbia führte über lange Zeit das Klassement an. Nur Zeitfahrweltmeister Fabian Cancellara, der als zweitletzter Fahrer gestartet war, konnte Martins Bestzeit unterbieten. Der Schweizer vom Team Saxo Bank bewältigte die Strecke in genau 10 Minuten. Cancellara konnte damit seinen Erfolg des Vorjahres wiederholen und als Erster das Gelbe Trikot übernehmen. Insgesamt war es für ihn der vierte Sieg in einem Auftaktzeitfahren der Tour de France. Martin erhielt das Weiße Trikot für den besten Nachwuchsfahrer.
Lance Armstrong erreichte als Schnellster der Favoriten für die Gesamtwertung Platz vier mit 22 Sekunden Rückstand. Favorit und Vorjahressieger Alberto Contador, der um 19:32 Uhr auf die Strecke ging, verlor fünf Sekunden auf Armstrong.
Während des mittleren Teils des Rennens regnete es. Erst zum Ende hin hörte der Regen auf und der Kurs trocknete beinahe gänzlich ab.
Sowohl der Schweizer Mathias Frank vom BMC Racing Team als auch der Portugiese Manuel António Cardoso von Footon-Servetto kamen im Rennverlauf zu Fall. Frank zog sich eine Fraktur im rechten Daumen und einen Muskelriss im Oberschenkel zu, Cardoso wurde mit zweifachem Kieferbruch in eine Klinik eingeliefert. Beide Fahrer traten nicht zum Start der 1. Etappe am Folgetag an.

## Zwischenstände
- 1. Zwischenzeitmesspunkt Willemsbrücke (Kilometer 4,2), 33 m NAP

| 01. | Schweiz                | Fabian Cancellara    | Team Saxo Bank                | 04:31 min  |
| 02. | Deutschland            | Tony Martin          | Team HTC-Columbia             | + 0:06 min |
| 03. | Vereinigtes Konigreich | David Millar         | Garmin-Transitions            | + 0:09 min |
| 04. | Vereinigte Staaten     | Lance Armstrong      | Team RadioShack               | + 0:11 min |
| 05. | Spanien                | Alberto Contador     | Team Astana                   | + 0:12 min |
| 06. | Norwegen               | Edvald Boasson Hagen | Sky Professional Cycling Team | + 0:13 min |
| 07. | Vereinigtes Konigreich | Geraint Thomas       | Sky Professional Cycling Team | + 0:15 min |
| 08. | Spanien                | Luis León Sánchez    | Caisse d’Epargne              | gl. Zeit   |
| 09. | Vereinigte Staaten     | Levi Leipheimer      | Team RadioShack               | + 0:16 min |
| 10. | Ukraine                | Andrij Hrywko        | Team Astana                   | + 0:17 min |

## Sprintwertung
- Ziel in Rotterdam (Kilometer 8,9) (4 m NAP)

| Erster   | Fabian Cancellara    | Team Saxo Bank                | 15 Pkt. |
| Zweiter  | Tony Martin          | Team HTC-Columbia             | 12 Pkt. |
| Dritter  | David Millar         | Garmin-Transitions            | 10 Pkt. |
| Vierter  | Lance Armstrong      | Team RadioShack               | 8 Pkt.  |
| Fünfter  | Geraint Thomas       | Sky Professional Cycling Team | 6 Pkt.  |
| Sechster | Alberto Contador     | Team Astana                   | 5 Pkt.  |
| Siebter  | Tyler Farrar         | Garmin-Transitions            | 4 Pkt.  |
| Achter   | Levi Leipheimer      | Team RadioShack               | 3 Pkt.  |
| Neunter  | Edvald Boasson Hagen | Sky Professional Cycling Team | 2 Pkt.  |
| Zehnter  | Linus Gerdemann      | Team Milram                   | 1 Pkt.  |